# 에밀리 시몽
에밀리 시몽(Émilie Simon, 1973년 7월 17일 ~ )는 프랑스의 가수이다.